# امانوئلا پوستاکینی
امانوئلا پوستاکینی (ایتالیایی: Emanuela Postacchini؛ ۷ ژوئیه ۱۹۹۱) صداپیشه و بازیگر سینما و تلویزیون اهل ایتالیا است.
از فیلم‌ها و مجموعه‌های تلویزیونی‌ای که وی در آن‌ها نقش داشته‌است، می‌توان به پدر ماتئو، بارباروسا، آخرین کشتی، آنا کارنینا و روان‌پزشک اشاره نمود.